# Liste von Größenordnungen der Energie
Dies ist eine Zusammenstellung von Energiemengen verschiedener Größenordnungen zu Vergleichszwecken. Die Angaben sind oft als „typische Werte“ zu verstehen und sind in der Regel gerundet.
Grundeinheit der Energie im internationalen Einheitensystem ist das Joule (auch Wattsekunde; Einheitenzeichen J bzw. Ws), das Formelzeichen oft E. Gebräuchliche Einheiten sind auch Kilowattstunden (1 kWh = 3,6 MJ) und Elektronenvolt (1 eV = 1.602176634e-19 J). Für den physiologischen Brennwert von Lebensmitteln wird auch die Kilokalorie verwendet (1 kcal ≈ 4,2 kJ je nach Definition).

## Quektojoule – qJ
1 Quektojoule = 10−30 J
- 9 qJ = 56 peV – potenzielle Energie eines Elektrons beim Anheben um 1 m im Erdschwerefeld

## Rontojoule – rJ
1 Rontojoule = 10−27 J = 1000 qJ
- 18 rJ = 112 neV – Einfluss der Vakuumpolarisation auf die Energie des Grundzustands im Wasserstoffatom (Uehling-Potential)

## Yoktojoule – yJ
1 Yoktojoule = 10−24J = 1000 rJ
- 6,1 yJ = 38 μeV – Energie eines Hyperfeinstruktur-Übergangs von Caesium, der zur Definition der Sekunde verwendet wird

## Zeptojoule – zJ
1 Zeptojoule = 10−21 J = 1000 yJ
- 2,8 zJ = 17 meV – theoretisches Minimum der Energie zur Änderung eines Bits an Information (Landauer-Limit) bei Raumtemperatur (20 °C)
- 6 zJ = 40 meV – thermische Energie eines freien Teilchens (z. B. Gasmolekül) bei Raumtemperatur ({\textstyle {\frac {3}{2}}kT})
- 160 zJ = 1 eV – 1 Elektronenvolt = Energie eines Elektrons nach dem Durchlaufen der Spannung von 1 V
- 400 zJ = 2,5 eV – Bindungsenergie eines Cl2-Moleküls

## Attojoule – aJ
1 Attojoule = 10−18 J = 1000 zJ
- 0,5 aJ = 3,1 eV – Energie eines Photons violetten Lichts mit 400 nm Wellenlänge
- 2,2 aJ = 13,6 eV – Bindungsenergie des Elektrons im Grundzustand des Wasserstoffatoms

## Femtojoule – fJ
1 Femtojoule = 10−15 J = 1000 aJ
- 82 fJ = 511 keV – Ruheenergie (E0 = m·c2) des Elektrons
- 356 fJ = 2,22 MeV – Bindungsenergie des Deuterons

## Pikojoule – pJ
1 Pikojoule = 10−12 J = 1000 fJ
- 33 pJ = 204 MeV – mittlere Energie, die bei der Spaltung eines U-235-Atomkerns freigesetzt wird
- 150 pJ – Ruheenergie eines Protons

## Nanojoule – nJ
1 Nanojoule = 10−9 J = 1000 pJ
- 100 nJ = 1 erg (CGS-Einheit für Arbeit, Energie oder Wärmemenge)

## Mikrojoule – μJ
1 Mikrojoule = 10−6 J = 1000 nJ
- 1,1 μJ – maximale Energie eines Protons im Large Hadron Collider
- 10 μJ – kinetische Energie eines Regentropfens (1 mm Durchmesser, 6 m/s Fallgeschwindigkeit)
- 160 μJ – kinetische Energie einer Stubenfliege im Flug (80 mg, 2 m/s)

## Millijoule – mJ
1 Millijoule = 10−3 J = 1000 μJ
- 50 mJ – kinetische Energie eines kleinen Hagelkorns (Masse 0,5 g), das mit einer Geschwindigkeit von 50 km/h fällt
- 200 mJ – Rotationsenergie eines Plattentellers (Masse 3 kg, Durchmesser 30 cm) bei 33 1⁄3 Umdrehungen pro Minute

## Joule – J
1 Joule = 100 Joule = 1000 mJ
- 1 J = 1 Ws = 1 Nm
- 1 J – Arbeit des menschlichen Herzens pro Schlag
- 1 J – erwärmt 1 g Luft (830 ml bei 20 °C und 1013 hPa) um 1 °C
- 7,5 J – maximal zulässige Mündungsenergie der Kugel eines frei erhältlichen Luftgewehrs in Deutschland
- 50 J – kinetische Energie eines Menschen (75 kg) bei Schrittgeschwindigkeit (4 km/h)
- 58 J – Energie, die beim Entzünden eines Streichholzes freigesetzt wird
- 98 J – Energie, um 1 Liter Wasser auf der Erde 10 m hochzuheben/pumpen

## Kilojoule – kJ
1 Kilojoule = 103 J = 1000 J
- 1 kJ ≈ 0,3 Wh
- 2,1 kJ – Energie, um einen 70 kg schweren Menschen 3 m anzuheben
- 3,5 kJ – Mündungsenergie der Gewehrkugel der Patrone 7,62 × 51 mm NATO
- 4,2 kJ = 1 kcal – erwärmt 1 l (1 kg) Wasser um 1 °C
- 6 kJ – Energieverbrauch einer 100-W-Glühlampe in einer Minute
- 12 kJ – Energiegehalt einer Mignonzelle
- 38 kJ – physiologischer Brennwert, das heißt für den menschlichen Körper nutzbarer Energiegehalt, von 1 g Fett
- 400 kJ – kinetische Energie eines Pkw (Masse 1 t) bei einer Geschwindigkeit von 100 km/h

## Megajoule – MJ
1 Megajoule = 106 J = 1000 kJ ≈ 278 Wh
- 2,3 MJ – physiologischer Brennwert von 100 g Schokolade
- 3,6 MJ = 1 Kilowattstunde (kWh) – Abrechnungseinheit für Energie wie Stromverbrauch, Heizleistung
- 6–7 MJ – täglicher Grundumsatz eines erwachsenen, 70 kg schweren Menschen
- 10–13 MJ – täglicher Energiebedarf des Menschen, Mittelwert, variabel nach Alter, Geschlecht und weiteren Faktoren
- 29 MJ – freiwerdende Energiemenge bei Verbrennung von 1 kg Steinkohle (Steinkohleeinheit – SKE)
- 42 MJ – freiwerdende Energiemenge bei Verbrennung von 1 kg Rohöl (Öleinheit – ÖE)

## Gigajoule – GJ
1 Gigajoule = 109 J = 1000 MJ ≈ 278 kWh
- 1 GJ – ca. 277 kWh Energie eines Blitzes[1]
- 11 GJ – 3,1 MWh mittlerer Jahresbedarf an elektrischer Energie eines deutschen Zwei-Personen-Privathaushalts zu Beginn des Jahrtausends[2]
- 16 GJ – kinetische Energie eines Airbus A380 (Masse 500 t) bei einer Geschwindigkeit von 910 km/h
- 86 GJ = 24 MWh = 1 Megawatttag – Energieabgabe eines 1-Megawatt-Kraftwerks an einem Tag, z. B. eine mittlere Windkraftanlage
- 184 GJ – freiwerdende Explosionsenergie der stärksten konventionellen Bombe FOAB (entspricht 44 t TNT)

## Terajoule – TJ
1 Terajoule = 1012 J = 1000 GJ ≈ 278 MWh
- 4,2 TJ = 1 Kilotonne TNT-Äquivalent
- 56 TJ – freiwerdende Explosionsenergie der Atombombe Little Boy über Hiroshima (entspricht 13,4 kt TNT)
- 79 TJ – Energie, die bei der Spaltung von einem Kilogramm Uran-235 frei wird
- 485 TJ – im Silvretta-Stausee maximal gespeicherte Energie

## Petajoule – PJ
1 Petajoule = 1015 J = 1000 TJ ≈ 278 GWh
- 4,2 PJ = 1 Megatonne TNT-Äquivalent
- 32 PJ = 8760 GWh = 1 Gigawattjahr – Energieabgabe eines 1-Gigawatt-Kraftwerks in einem Jahr
- 90 PJ – vollständige Umwandlung von 1 kg Materie in Energie (E0 = m·c2)
- 210 PJ – Explosionskraft der stärksten Wasserstoffbombe (50 Mt TNT)

## Exajoule – EJ
1 Exajoule = 1018 J = 1000 PJ ≈ 278 TWh
- 1 EJ – Einschlag eines Asteroiden von 5 Mt Masse (entspricht der Cheops-Pyramide) mit 20 km/s
- 11 EJ – Erdbeben von Valdivia 1960
- 14 EJ – Primärenergieverbrauch Deutschlands 2008[3]
- 508 EJ – Primärenergieverbrauch der Menschheit 2009[4]

## Zettajoule – ZJ
1 Zettajoule = 1021 J = 1000 EJ
- 15 ZJ – tägliche Sonnenstrahlung auf die Erde (davon erreicht etwa die Hälfte die Erdoberfläche)

## Yottajoule – YJ
1 Yottajoule =1024 J = 1000 ZJ
- 4 YJ –  jährliche Sonnenstrahlung auf die Erde (davon erreicht etwa die Hälfte die Erdoberfläche)
- 5,8 YJ – Energie, die nötig wäre, um alles Wasser der Erde (1,39·109 km3) um 1 Kelvin zu erwärmen
- 383 YJ – Energiefreisetzung der Sonne pro Sekunde[5]

## Ronnajoule – RJ
1 Ronnajoule = 1027 J = 1000 YJ
- 44 RJ – kinetische Energie des Mondes
- 133 RJ – gravitative Bindungsenergie des Mondes. Energiemenge, die frei wird, wenn sich eine Staubwolke von der Masse des Mondes unter dem Einfluss der Gravitation zu einem Objekt wie dem Mond zusammenzieht.

## Quettajoule – QJ
1 Quettajoule = 1030 J = 1000 RJ
- 250 QJ – gravitative Bindungsenergie der Erde

## Höhere Größenordnungen
- 2,7·1033 J – kinetische Energie der Erde (Rotation und Orbit um die Sonne)
- 1037 J – Energie einer Nova
- 1039 J – Energie, die nötig wäre, um die Erde auf 10 % der Lichtgeschwindigkeit zu beschleunigen
- 2,4·1041 J – gravitative Bindungsenergie der Sonne
- 1044 J – Energie einer Supernova (manchmal auch als Foe oder Bethe bezeichnet)
- 1045 J – Energie, die nötig wäre, um die Sonne auf 10 % der Lichtgeschwindigkeit zu beschleunigen
- 1,8·1047 J – Energieäquivalent der Sonnenmasse
- 3·1047 J – Energieabgabe des Gammablitzes GRB 221009A
- 5,6·1047 J – Energie abgestrahlter Gravitationswellen bei der Verschmelzung zweier schwarzer Löcher (Ereignis GW150914)[6]